# Dave Bolland
David „Dave“ Bolland (* 5. Juni 1986 in Etobicoke, Ontario) ist ein ehemaliger kanadischer Eishockeyspieler. Der Center bestritt zwischen 2006 und 2015 über 400 Partien für die Chicago Blackhawks, Toronto Maple Leafs und Florida Panthers in der National Hockey League, musste seine Karriere jedoch verletzungsbedingt frühzeitig beenden. Mit den Blackhawks gewann Bolland, der den Spielertyp des Grinders verkörperte, in den Jahren 2010 und 2013 den Stanley Cup.

## Karriere
Dave Bolland wurde während des NHL Entry Draft 2004 in der zweiten Runde als insgesamt 32. Spieler von den Chicago Blackhawks ausgewählt. Von 2002 bis 2006 spielte der Kanadier jedoch zunächst vier Jahre lang für die London Knights aus der Ontario Hockey League. Für die Saison 2006/07 wurde Bolland erstmals in den Kader der Norfolk Admirals aus der American Hockey League aufgenommen. Für das damalige Farmteam Chicagos absolvierte der Angreifer in seiner ersten Spielzeit im professionellen Eishockey 65 Spiele und erzielte 49 Scorerpunkte, davon 17 Tore. In derselben Saison gab er sein Debüt für die Blackhawks in der National Hockey League. In der folgenden Saison spielte Bolland 39 Mal für die Blackhawks in der NHL und erzielte 17 Scorerpunkte, darunter vier Tore. Des Weiteren spielte er 16 Mal für das neue AHL-Farmteam Chicagos, die Rockford IceHogs. In der Saison 2009/10 gewann er mit Chicago erstmals den Stanley Cup, in der Saison 2012/13 gewann er den Stanley Cup zum zweiten Mal und erzielte das entscheidende Tor im sechsten Spiel der Finalserie.
Im Zuge des NHL Entry Draft 2013 wurde er im Austausch für ein Zweitrunden- und Viertrunden-Wahlrecht im NHL Entry Draft 2013 sowie ein Viertrunden-Wahlrecht im NHL Entry Draft 2014 zu den Toronto Maple Leafs transferiert. Dort verbrachte er die Saison 2013/14, kam aber aufgrund einer Sprunggelenksverletzung nur auf 23 Einsätze. Am Saisonende verlängerten die Maple Leafs seinen auslaufenden Vertrag nicht. Am 1. Juli 2014 unterschrieb Bolland daher als Free Agent einen Fünfjahresvertrag bei den Florida Panthers. In seiner zweiten Spielzeit in Florida war Bolland im Dezember 2015 zwischenzeitlich in die American Hockey League geschickt worden und fiel wie in den beiden Vorjahren verletzungsbedingt oft aus. Nachdem der Stürmer schließlich zwei Jahre seines mit 27,5 Millionen US-Dollar dotierten Vertrages erfüllt hatte, versuchten die Panthers, die verbleibenden drei Jahre des Vertrags auszubezahlen (buy-out). Da Bolland den dazu benötigten Medizincheck jedoch aufgrund langwieriger Rücken- und Knöchelverletzungen nicht bestand, war dies gemäß dem NHL Collective Bargaining Agreement nicht möglich. Schließlich wurde er am 25. August 2016 gemeinsam mit Nachwuchsspieler Lawson Crouse an die Arizona Coyotes abgegeben. Arizona übergab dafür ein Drittrunden-Wahlrecht im NHL Entry Draft 2017 sowie ein weiteres erfolgsabhängiges Zweit- oder Drittrunden-Draftrecht in einem der beiden folgenden Drafts an die Panthers. Bolland absolvierte sein letztes NHL-Spiel im Dezember 2015, wobei die Möglichkeit und der Zeitpunkt seiner Genesung vorerst unklar blieb. Schließlich wurde klar, dass der Kanadier nicht mehr ins professionelle Eishockey zurückkehren wird, sodass er seine Karriere nach 433 bestrittenen NHL-Partien beenden musste.

### International
Dave Bolland nahm an der Eishockey-Weltmeisterschaft der U20-Junioren 2006 teil und gewann mit dem kanadischen Nationalteam die Goldmedaille.

## Erfolge und Auszeichnungen
| - 2004 OHL Third All-Star-Team - 2004 Teilnahme am CHL Top Prospects Game - 2005 J.-Ross-Robertson-Cup-Gewinn mit den London Knights - 2005 Memorial-Cup-Gewinn mit den London Knights - 2006 OHL First All-Star-Team | - 2006 CHL First All-Star-Team - 2006 Jim Mahon Memorial Trophy - 2009 Teilnahme am NHL YoungStars Game - 2010 Stanley-Cup-Gewinn mit den Chicago Blackhawks - 2013 Stanley-Cup-Gewinn mit den Chicago Blackhawks |

### International
- 2006 Goldmedaille bei der U20-Junioren-Weltmeisterschaft

## Karrierestatistik

### International
Vertrat Kanada bei:
- U20-Junioren-Weltmeisterschaft 2006

(Legende zur Spielerstatistik: Sp oder GP = absolvierte Spiele; T oder G = erzielte Tore; V oder A = erzielte Assists; Pkt oder Pts = erzielte Scorerpunkte; SM oder PIM = erhaltene Strafminuten; +/− = Plus/Minus-Bilanz; PP = erzielte Überzahltore; SH = erzielte Unterzahltore; GW = erzielte Siegtore; 1 Play-downs/Relegation; Kursiv: Statistik nicht vollständig)